# 韋利耶湖 (佩喬雷區)
57°38′00″N 27°47′02″E / 57.63333°N 27.78389°E
韋利耶湖（俄语：Велье），是俄羅斯的湖泊，位於該國西北部，由普斯科夫州負責管轄，處於佩喬雷區，面積1.8平方公里，集水區面積19.53平方公里，平均水深1.5米，最大水深3.8米。